# Crkva sv. Benedikta u Trebovcu
Crkva sv. Benedikta je crkva u naselju Trebovec koje je u sastavu grada Ivanić-Grad, zaštićeno kulturno dobro.

## Opis dobra
Crkva sv. Benedikta s grobljem smještena je neposredno uz cestu koja vodi kroz naselje Trebovec. Građena je oko 1910. godine u pojednostavljenim oblicima historijskih stilova. Ima pravokutnu lađu rastvorenu širokim segmentnim lukom prema pravokutnom užem svetištu ravnog zaključka. Svetište je presvođeno češkom kapom dok lađa ima drveni oslikani strop. Vanjština je jednostavno obrađena u skladu s vremenom u kojem je građena. Crkva Sv. Benedikta odlikuje se izrazito skladnim volumenom i odnosima masa. Njen prostorni koncept na tragu je tradicionalne sheme dvoranskog tipa crkve. Usprkos reminiscencijama historijskih stilova ona odiše suvremenim duhom što pridonosi njenom značaju.

## Zaštita
Pod oznakom Z-1780 zavedena je kao nepokretno kulturno dobro - pojedinačno, pravna statusa zaštićena kulturnog dobra, klasificirano kao "sakralna graditeljska baština".